# Хрюг
Хрюг (лезг. Хуьруьг) — село в Ахтынском районе Дагестана. Административный центр сельского поселения «Сельсовет Хрюгский».

## География
Село расположено на левом берегу реки Самур в её среднем течении на высоте 1200 м над уровнем моря, в 14 километрах к западу от районного центра — села Ахты и в 262 км от столицы Дагестана, один из крупных и древних населённых пунктов в Южном Дагестане.
С севера вдоль речной долины тянется Самурский хребет, вершина которого Ялак высотою 3004 м видна из села. С юга тянется Фалфанский хребет с горой Тукиркиль высотой 3150 м.
В селе и окрестностях находятся урочища: Хъчан сув, Рычал, Кьулан дагъ, Дерей сув, Мими сув, Теран, Магьмудан кал, ЦӀуман сув, ЧӀулав кьил, Салтабар, Хтумар, Куркунар, ЧӀехи мигьий, Эминан хцин пад, Вярх, Лацак там, Ягъв.
Ручьи и родники: Юргаз-кам, Хинер чхир кам, Ялах-кам, Чими ятар, Хасан булах, Кпул йицин булах, Шамахан булах, Къайи йицин булах, Селиман булах, Урюн булах.

## История
Точный возраст села и его основатель неизвестны. Также не установлено точно, откуда происходят корни жителей Хрюга. Старожилы аула утверждают, что селение Хрюг — одно из самых старинных населенных пунктов в долине реки Самур. 
Первоначально село было расположено на левом берегу реки Ялак-кам на участке лезг. Мукьалал. Об этом свидетельствуют многочисленные могилы, остатки руин и обгорелых строений, найденных при строительстве Ахты-Какинского канала в 1940 году. В 1495—1496 годах при посредничестве казикумухского шамхала устанавливается покровительство Ахтынского бекства над Хрюгом.
В 1839 году село, как и вся Самурская долина, было присоединено к Российской империи в составе Ахтыпаринского наибства Самурского округа Дагестанской области. Образовывало Хрюгское сельское общество.
В 1844-1845 годах в результате посредничества ахтынских алимов между хрюгцами и рутульцами был установлен мир. В 1848 году село было разорено русскими войсками за мятеж во время Самурского похода имама Шамиля. В 1886 году в селе проживало 1525 человек. До Советской власти в Хрюге действовали 5 мечетей, 4 кузницы, 2 лудильные мастерские, 5 столярных, 1 ткацкая мастерская, 7 водяных мельниц. В 1903 году местный алим-просветитель Молла Магомед на собственные средства и в своём доме открыл медпункт, а в 1907 году у себя на участке построил одноклассную светскую школу. В годы Великой Отечественной войны на фронт ушло 189 хрюгцев, вернулись 82.

## Этимология
«Хуьруьг» в буквальном смысле означает селение. Одни старожилы говорят, что селение раньше было расположено на скале лезг. мукьалал, куда можно было подниматься только по извилистой, зигзагообразной дороге (лезг. кьуьруькар). По одной из версий, от этой извилистой дороги произошло название аула. Согласно другой версии, в селении был род (тухум), который носил имя Гюрюгар (лезг. Гъуьруьгъар) и именем этого рода стали называть селение. Однако правдивость этих версий ставится под сомнение.

## Население
Население Хрюга делится на рода — тухумы (лезг. сихил): Болбутар, Рагьманар, Халтаяр, Микияр, Экерар, Мхацар, Челдияр, Суьлеяр.Цурар, Хашалар, Саларар и Гюрюгар.
В 1869 году в селе проживал 1191 человек, из них мужчины — 603, женщин 588. Село состояло из 216 дворов.
| 1895  | 1926  | 1939  | 1970  | 1989  | 2002  | 2010  |
| ----- | ----- | ----- | ----- | ----- | ----- | ----- |
| 1488  | ↘1117 | ↗1203 | ↗1710 | ↘1696 | ↗2058 | ↗2241 |
| 2021  |       |       |       |       |       |       |
| ↘1975 |       |       |       |       |       |       |

## Экономика и инфраструктура
В селе Хрюг функционирует местная администрация, почта, аптека, Дом культуры, участковая больница на 15 коек, средняя общеобразовательная школа на 360 ученических мест, филиалы музыкальной, спортивной школ, школы искусств, 6 кафе, 6 КФХ, 6 магазинов.

## Культура
Кроме земледелия и животноводства, хрюгцы занимались пчеловодством и ремёслами: селение славилось мастерами строительства, кузнечного дела, производства грубых шерстяных тканей, орнаментных ковров, паласов, войлочных материалов из шерсти и волокон на конопле.
Дети обучались арабской грамоте в мечетях. Большинство мужчин и некоторые женщины умели читать и писать. Наиболее одаренные дети продолжали учёбу у известных ученых-арабистов в сёлах Куруш, Цахур, Ахты, Алкадар, Шиназ и др.
В пятистах метрах к северо-востоку от Хрюга, в местности Мукалар, на обращённом к югу террасированном склоне горы, при проведении оросительного канала, на глубине 2 метров обнаружены строительные остатки, а также обломки керамики, относящиеся к средневековью. На западной окраине села, в обрезе, встречаются грунтовые могилы, перекрытые каменными плитами.
Раньше тухумы села жили обособленно в шести основных кварталах, которые имели свои кимы — годеканы. Кимы, выполнявшие функции семинаров народной педагогики (эта традиция до сих пор сохраняется), различались по тематике проходивших там бесед образовательно-воспитательного характера. Так, на первом киме (БтӀур мягьлед ким) можно было услышать различные новости. На втором киме (Вини мягьлед ким) обычно говорили о сельскохозяйственных работах. На третьем (БалкӀан кьейи ким) велись беседы о животноводстве. На четвёртом (СикӀер ким) — об охоте и охотниках. На пятом (Дунган ким) — о секретах народных промыслов. На шестом (Агъа ким) преобладали беседы о подготовке к зиме, заготовке дров, сена. Практически всё мужское население ежедневно посещало кимы, и каждый человек согласно своему сану занимал там определённое место.
Хрюгцы заметно отличаются от жителей даже соседних селений Ялак, Зрых, Кака не только по говору языка, но и по обычаям, жизненному укладу и психологии. Хрюгцев соседи называют мастерами решений любых спорных вопросов в свою пользу и дали им кличку: «Хрюгец, делающий узлы на просе» лезг. Щуькгвел тӀвал ийидай хуьруьгви.

## Известные уроженцы
- Тагир Хурюгский (1893—1958) — известный лезгинский поэт, народный поэт Дагестана.[17]
- Эмирбек Эмирбеков (род. 1937) — советский и российский ученый, доктор биологических наук, академик, основатель биохимической школы Дагестана.[18]
- Гаджиев Мамед Исмаилович (01.05.1958 -12.08.2000) - сотрудник конструкторского бюро завода "Дагдизель"

## Достопримечательности
- Хрюгский минарет — башня-минарет 1700 года высотой более 22 метров.
- Джума-мечеть, построенная в 1637-1638 гг., о чём свидетельствует арабская строительная надпись на одном из деревянных столбов мечети.
- Памятники народному поэту Дагестана Тагиру Хрюгскому, инженеру-подводнику АПЛ «Курск» Мамеду Гаджиеву и памятник участникам ВОВ.
- Хрюгский краеведческий музей, открытый в 2017 году.
- Сельский Дом культуры, построенный в 1960 году.
- Старинный арочный мост «Мукьалал».
- Парк имени Тагира Хурюгского.
- Старый квартал селения Хрюг.
- Горное лесное озеро — источник содовой воды Фуан яд.[3]
- Хрюгский водопад высотой более 30 метров.
- Хрюгский лес (в марте 2025 года произошел крупный пожар)